# Adriana Lessa
Adriana Vitor Lessa (São Paulo, 1 de febrero de 1971) es una actriz y locutora brasileña nacida en la ciudad de São Paulo.
Antes de iniciar sus trabajos como actriz en 1986 con el director teatral Antunes Filho, Adriana fue atleta y partícipe del equipo de voleibol Sport Club Corinthians Paulista y del equipo de atletismo de la ciudad de Guarulhos.
Actualmente conduce el programa TV Fama a lado de Nelson Rubens y Íris Stefanelli en la RedeTV!. Durante el periodo sin actuaciones en la TV o teatro, después de El clon, Adriana se reinventó y creó su propio sitio red facilitando el contacto con su audiencia.
Participó, como cantante invitada, de grupos musicales de estilos variados (Rap, Son Caribeño, Foró Pé De Serra, MPB) y se presentó con su banda en Angola. Participó, a lado de Paulo Brown y Primo Preto, como presentadora del "Encuentro de Rap" realizado en el Valle de Ahangabaú en 1994.
Fue la única participante brasileña en el musical Folies Bergères, en Las Vegas.

## Filmografía

### Televisión
- 2006 - "TV Fama" - presentadora - (RedeTV!)
- 2006 - "Bastidores de Carnaval 2006" - presentadora - (RedeTV!)
- 2004 - "Señora del destino", como Rita de Cássia - (Rede Globo)
- 2001/2002 - "El Clon" - Deusa - (Rede Globo)
- 2001 - "Retrato Hablado" - (Rede Globo)
- 2000 - "Acuarela de Brasil", como Neide (miniserie) - (Rede Globo)
- 1999/2000 - " Terra Nostra", como Naná (Rede Globo)
- 1999 - "Chiquinha Gonzaga", como Feliciana (miniserie) - (Rede Globo)
- 1998 - "Usted Decide" - (Rede Globo)
- 1998/2000 - "Telecurso 2000" - Educación Artística - presentadora - (Rede Globo/Canal Futura)
- 1997 - "Alma de Piedra", como Gabriela (Rede Record)
- 1997 - "El Desafío de Elias" - como Ninra - (Rede Record)
- 1996 - "La Comédia de la Vida Privada" - (Rede Globo)
- 1994/1996 - "Super Mercado", como presentadora de sorteos (Rede Bandeirantes)
- 1993 - "Dance MTV" - presentadora - VJ - (MTV Brasil)
- 1991 - "Retrato de Mujer" - (Rede Globo)
- 1991 - "Araponga", como Tina Macalton - (Rede Globo)

### Cine
| Año  | Título             |
| ---- | ------------------ |
| 1996 | Com Que Roupa?     |
| 1998 | A Hora Mágica      |
| 1999 | Papel e Água       |
| 2006 | Se Eu Fosse Você   |
| 2006 | Alabê de Jerusalém |